# Cristina Lemercier
Cristina Lemercier (José C. Paz, 1 de septiembre de 1951 - San Miguel, 27 de diciembre de 1996) fue una actriz y presentadora de televisión argentina.
Nació en 1951 con el nombre de Cristina Noemí Perone en José C. Paz, en los suburbios de Buenos Aires.
Desde su infancia estuvo vinculada con el peronismo, su madre militaba en el Partido Justicialista.
Tenía dos hermanas: Gloria y María Rosa Perone.
Hacia 1968, Lemercier se casó con el cantante tucumano Freddy Tadeo (Raúl Ortega, hermano del famoso cantante tucumano Palito Ortega), con quien tuvo tres hijos:
Pablo (1970−),
Paula (1974−) y
Julia (1979−). y también es abuela del diputado de la provincia de Buenos Aires por el partido La Libertad Avanza Agustín Romo Ortega.

## Carrera
El primer trabajo televisivo de Lemercier fue en 1967 (a los 16 años de edad), en el programa televisivo Jacinta Pichimahuida (1966-1967, protagonizado por Evangelina Salazar). Hizo el papel de Fermina Piangetti, una suplente de la maestra Jacinta. Los chicos le hacían la vida imposíble para que retornase así Jacinta Pichimahuida.
En una época vendió cosméticos y ropa, y llegó a trabajar en una agencia de autos.
Más tarde protagonizó los programas Señorita maestra (1982) -en 1984, tuvo versión teatral en el Astros- y Séptimo grado, adiós a la escuela (1985).
En 1985 fue actriz invitada en la telenovela Libertad condicionada de Canal 9.
En 1987 grabó en Buenos Aires la telenovela Por siempre amigos, con el grupo musical Menudo (que contaba entre sus integrantes al joven Ricky Martin, de 15 años).
En 1989 y 1990 condujo en ATC el ciclo infantil Dulce de leche.
En 1991 el programa infantil Cristina y sus amigos.
Luego, protagonizó un curioso y comentado incidente en Tucumán, cuando, en ocasión de un festejo por el Nueve de Julio, Día de la Independencia, se trepó al palco de autoridades y ocupó por unos instantes un lugar detrás del presidente Carlos Menem, hasta que fue desalojada.
A fines de 1991, Lemercier se separó de su esposo.
Durante un corto tiempo, en el gobierno de Carlos Menem, fue asesora en programas infantiles de ATC (el canal oficial). 
A mediados de 1996 comenzó el ciclo A los que me quieren, por el que ―debido al éxito del programa― había firmado contrato para conducirlo al año siguiente. Posiblemente, también integraría el elenco de una telenovela...

## Muerte
El domingo 22 de diciembre de 1996, después de las 3 de la mañana, Cristina Lemercier fue ingresada en ambulancia al sanatorio General Sarmiento, con un disparo de revólver en la cabeza.
En el sanatorio fue sometida a una operación, pero no se le pudo extraer la bala.
Su exesposo, Raúl Ortega, fue detenido, y declaró en la comisaría primera de San Miguel.
Él afirmó que su exesposa estaba muy deprimida por la falta de trabajo (esto sería desmentido al día siguiente por el interventor de ATC, Horacio Frega, quien afirmó que el viernes 20 de diciembre le habían renovado el contrato para conducir un ciclo infantil durante 1997). Según Ortega, Lemercier había sido víctima de un ataque de nervios provocado por una discusión doméstica (que ―según surge de los informes policiales― se trataba acerca de mudarse todos a la provincia de Tucumán), y a las 2:50 habría tomado un revólver calibre 38 largo de su propiedad y habría amenazado con suicidarse, «como cuando uno dice: “me mato”. Pero no seriamente». La actriz se habría acercado el revólver a la sien derecha «pensando que no tenía balas». Gatilló tres veces, y en la tercera el revólver se disparó.
Ortega dijo también que es habitual que la gente de la zona ―la ciudad de San Miguel (en el norte del Gran Buenos Aires)― tenga armas en sus casas.
Los médicos declararon que Lemercier tenía muerte cerebral, falleciendo cinco días después, el 27 de diciembre de 1996 (a los 45 años) después de un paro cardiorrespiratorio.
Fue sepultada en el Cementerio Jardín del Sol en la provincia de Buenos Aires.

## Trabajos realizados
Trabajó en varias telenovelas reconocidas en Argentina y el resto de América:

### Televisión
| Año       | Título                              | Personaje                    | Notas                             |
| --------- | ----------------------------------- | ---------------------------- | --------------------------------- |
| 1968      | Don Jacobo                          | Miriam                       | Elenco secundario                 |
| 1972      | La buena gente                      | Dolores                      | Elenco secundario                 |
| 1972      | María y Eloísa                      | Haydée                       | Elenco secundario                 |
| 1972      | La selva es mujer                   | Clara                        | Elenco secundario                 |
| 1975      | Ayer fue mentira                    | Eugenia                      | Recurrente                        |
| 1977      | La usurpadora                       | Epifanía Rocha de Montenegro | Antagonista                       |
| 1979      | Selenio... o el poder que ama       | Paulina                      | Recurrente                        |
| 1979      | Andrea Celeste                      | María                        | Recurrente                        |
| 1980      | Fabián 2 Mariana 0                  | Elizabeth                    | Elenco secundario                 |
| 1980-1981 | Los especiales de ATC               | Patricia                     | Episodio: El mejor papá del mundo |
| 1980-1981 | Los especiales de ATC               | Paulette                     | Episodio: Bernardette             |
| 1982      | Los cien días de Ana                | Estela                       | Recurrente                        |
| 1982      | Como en el teatro                   | Leonor                       | Episodio: Un amor sacrificado     |
| 1982      | Después del final                   | Gloria Acevedo               | Recurrente                        |
| 1983-1985 | Señorita maestra                    | Prof. Jacinta Pichimahuida   | Protagonista                      |
| 1985      | Séptimo grado... adiós a la escuela | Prof. Jacinta Pichimahuida   | Protagonista                      |
| 1985      | El pulpo negro                      | Mara Salerno                 | Recurrente                        |
| 1985-1987 | Libertad condicionada               | Roberta Linares              | Recurrente                        |
| 1987      | Por siempre amigos                  | Gabriela Donatti             | Protagonista                      |
| 1989      | Monumental Moria                    | Varios                       | Recurrente                        |
| 1989      | Dulce de leche                      | Ella misma                   | Conducción                        |
| 1990      | Boomerang                           | Ella misma                   | Conducción                        |
| 1991      | Cristina y sus amigos               | Ella misma                   | Conducción                        |
| 1992      | La hora de los pibes                | Ella misma                   | Conducción                        |
| 1995      | Poliladron                          | Alicia Armendoz              | Participación especial            |
| 1996      | A los que me quieren                | Amanda Peralta/Ella misma    | Protagonista/Conducción           |

### Cine
- 1968: El novicio rebelde.
- 1970: Una cabaña en la pampa.
- 1972: Destino de un capricho.
- 1973: Hoy le toca a mi mujer.
- 1974: Crimen en el hotel alojamiento.
- 1987: La virgen gaucha.

### Teatro
- 1975-1976: Esta noche o nunca más (de Abel Santa Cruz), con Rodolfo Bebán, Gabriela Gili, Claudio García Satur, Cristina Lemercier, Juan José Camero, María del Carmen Valenzuela, Marcos Zúcker, Elida Marletta, Stella Maris Lanzani y Eloísa Cañizares.[10]
- 1980/1981: Tu sonrisa en mi bolsillo.
- 1983: "Señorita Maestra en teatro".Teatro Fenix del barrio de Flores. Bs As
- 1988: Blancanieves y los siete enanitos, con música de Néstor Alessandro, en teatro Astros.
- 1989: Dulce de leche.
- 1991: Cristina y sus amigos.

### Discos
- 1983: Señorita maestra, de RCA Víctor.
- 1983: Un verano con Jacinta, de RCA Víctor.
- 1989: Dulce de leche.
- 1991: Cristina y sus amigos ’91, de Leader Music.